# Anna Zborowska
Anna Kaliksta Zborowska z domu Sierzpowska (ur. 16 kwietnia 1885 w Zakroczymiu, zm. 2 września 1978 w Paryżu) – modelka i żona marszanda Leopolda Zborowskiego.

## Życiorys
Anna Sierzpowska była córką Józefy z Jaczewskich i Maurycego Sierzpowskiego. Urodziła się w Zakroczymiu. Ponieważ rodzice zmarli na gruźlicę Anna wraz z młodszą siostrą Zofią zamieszkały w Lublinie u Kazimierza Jaczewskiego. Był on bratem matki, lekarzem i wdowcem. W wychowaniu córki Marii i siostrzenic pomagała mu matka Wanda. Anna otrzymała staranne wykształcenie, które pozwoliło jej podjąć w 1907 roku pracę w żeńskim gimnazjum Heleny Czarnieckiej w Lublinie jako nauczycielka geografii.
Prawdopodobnie w 1910 roku wyjechała do Paryża, aby dalej się kształcić. Ok. 1914 roku poznała Leopolda Zborowskiego, z którym zamieszkała. Wspólne prowadzili „Galerie Zborowski”. Od 1931 roku prowadziła ją sama, a po śmierci męża w 1932 musiała ją zlikwidować. Nie wiemy jakie były źródła utrzymania Anny po zamknięciu galerii. Zmarła w 1978 roku i została pochowana na cmentarzu Père-Lachaise w Paryżu.

## Modelka
Jako modelka została namalowana na ponad 20 portretach przez Modiglianiego, w wielu aktach oraz szkicach. Jej portrety malowali również tacy malarze jak: Mojżesz Kisling, Maurice Utrillo, André Derain i Tsuguharu Foujita. Bardzo realistyczny portret Anny został  namalowany węglem przez Felixa Vallottona.